# اردوگاه افغانی‌ها (تفت)
اردوگاه افغانی‌ها روستایی در دهستان پیشکوه بخش مرکزی شهرستان تفت استان یزد ایران است.

## جمعیت
بر پایه سرشماری عمومی نفوس و مسکن در سال ۱۳۹۵ جمعیت این روستا ۱٬۲۲۰ نفر (۲۳۸خانوار) بوده‌است.